# Dorfkirche Lichstedt

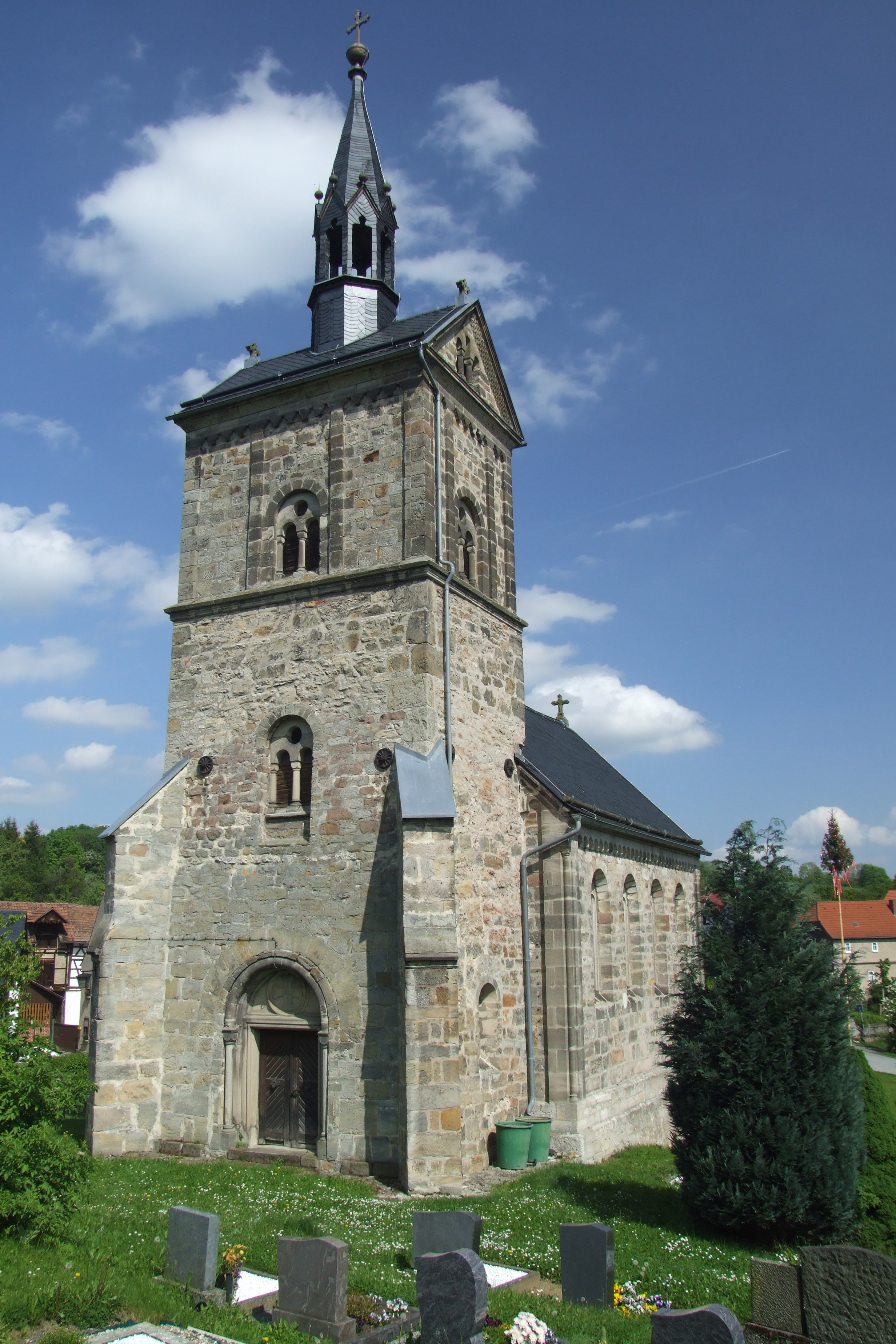
Kirche Lichstedt

Die evangelische Dorfkirche Lichstedt steht im Ortsteil Lichstedt der Stadt Rudolstadt im Landkreis Saalfeld-Rudolstadt in Thüringen.

## Geschichte
Das größte Bauwerk neben dem ehemaligen Gutsgebäude ist die Dorfkirche in Lichstedt. 
Der Kirchturm mit Zinnen und hoher Spitze deutet auf eine einstige Wehrkirche Richtung Rudolstadt hin. 
Die befestigte Kirche war 1863 baufällig und wurde 1867 neu aufgebaut. Sie stellt sich heute noch als wehrhaft dar.

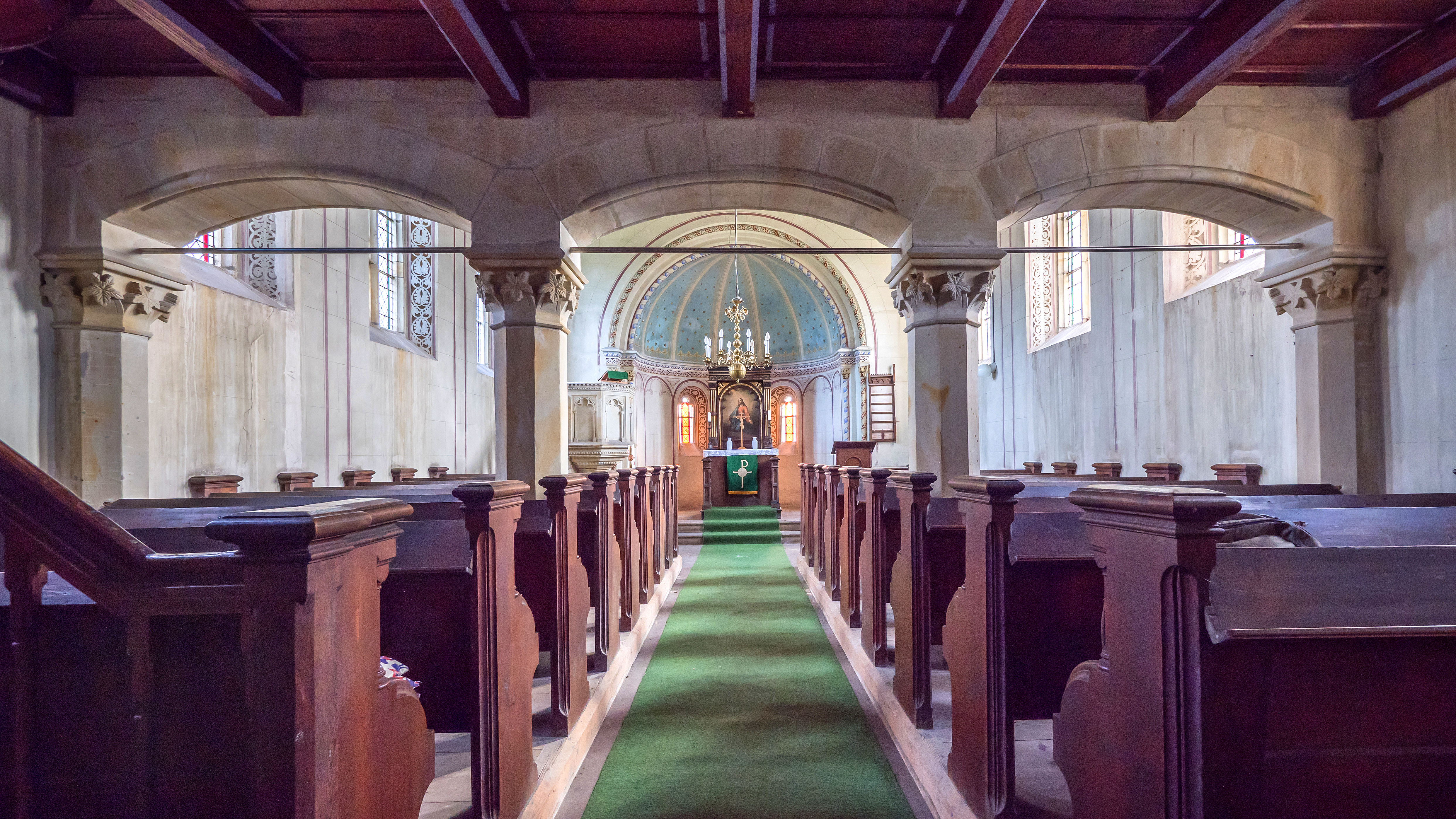
Unter der Orgelempore
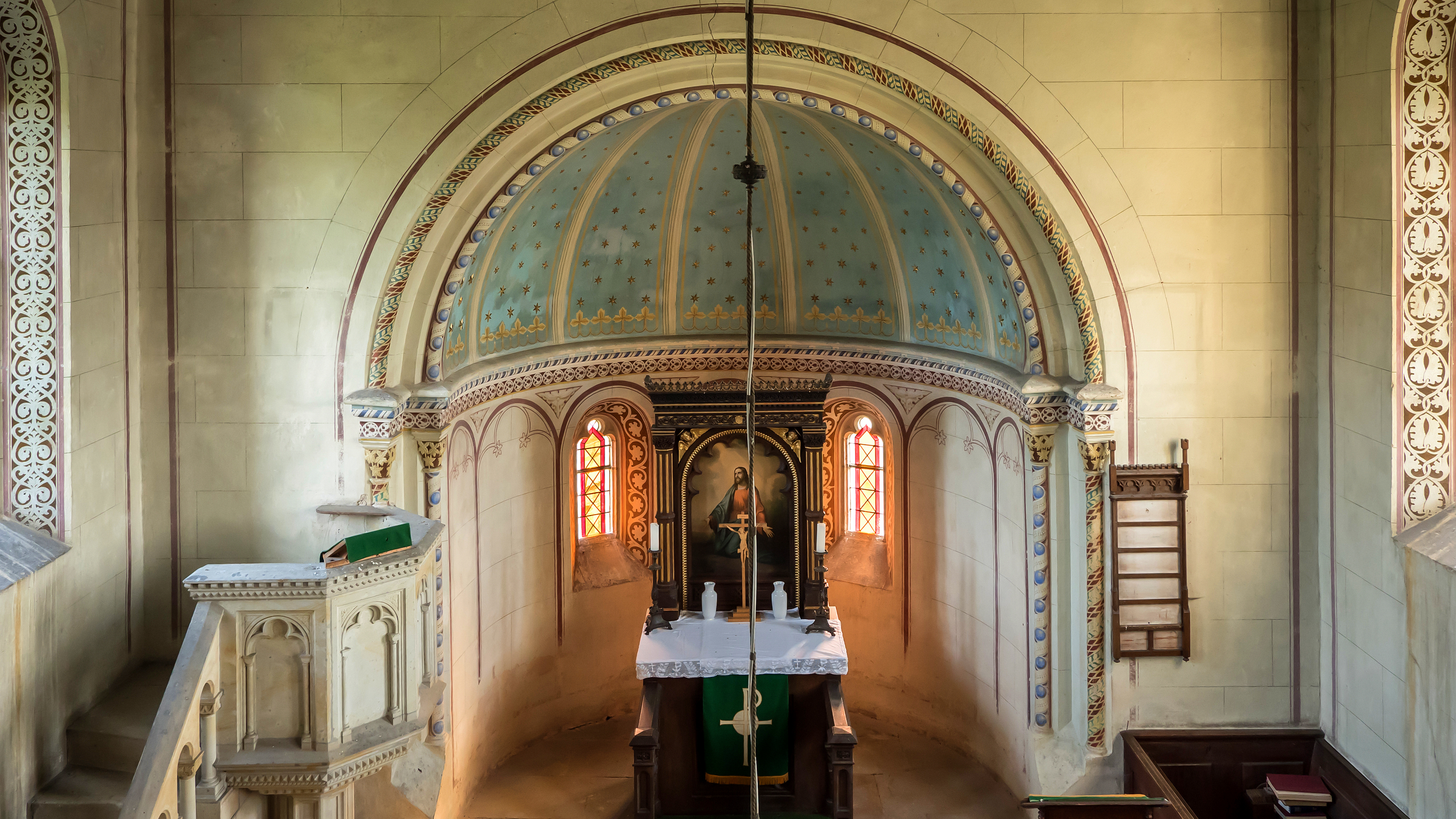
Altar und Chorapsis
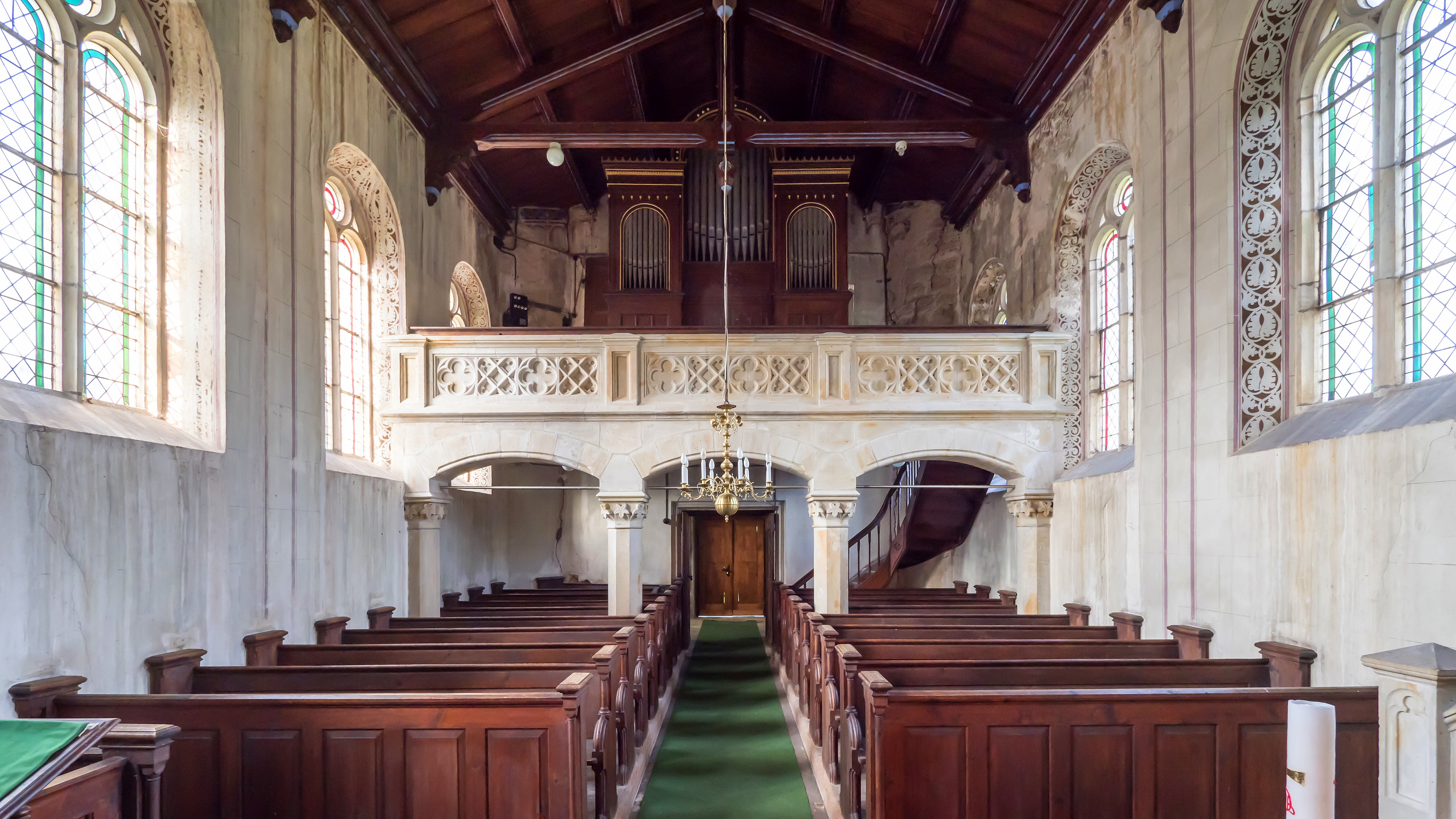
Orgelempore
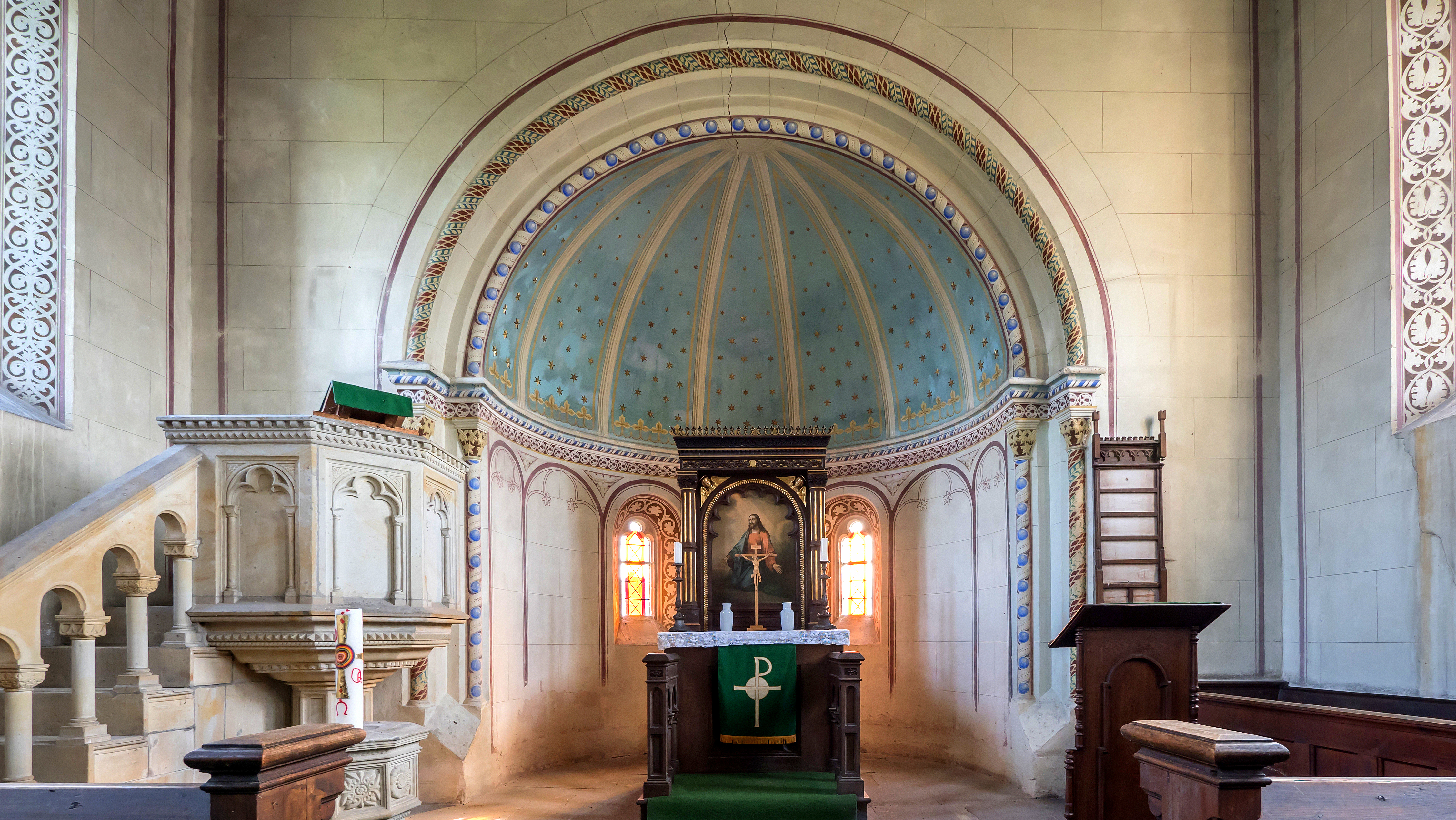
Kanzel und Altar
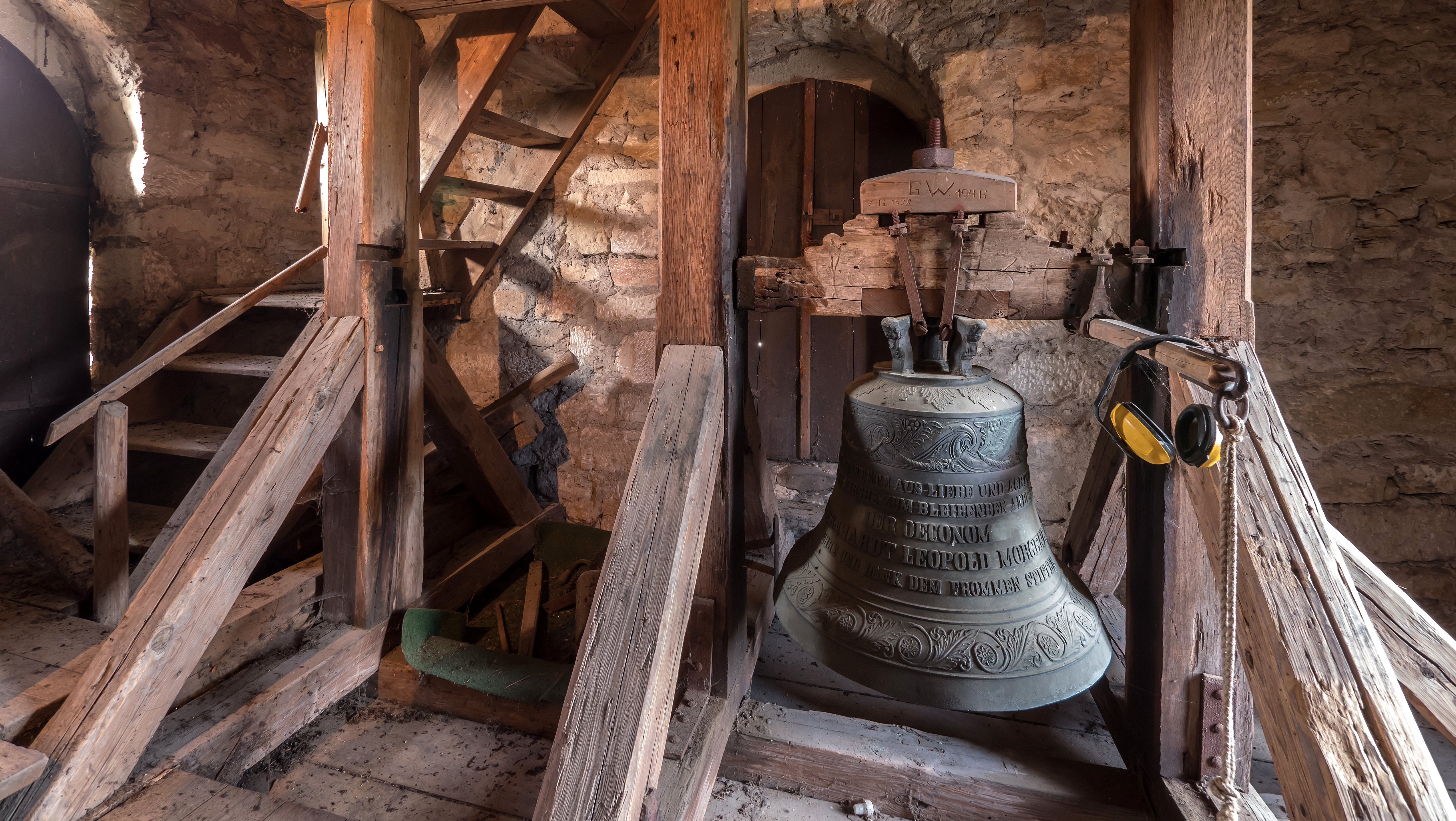
Glockenstuhl
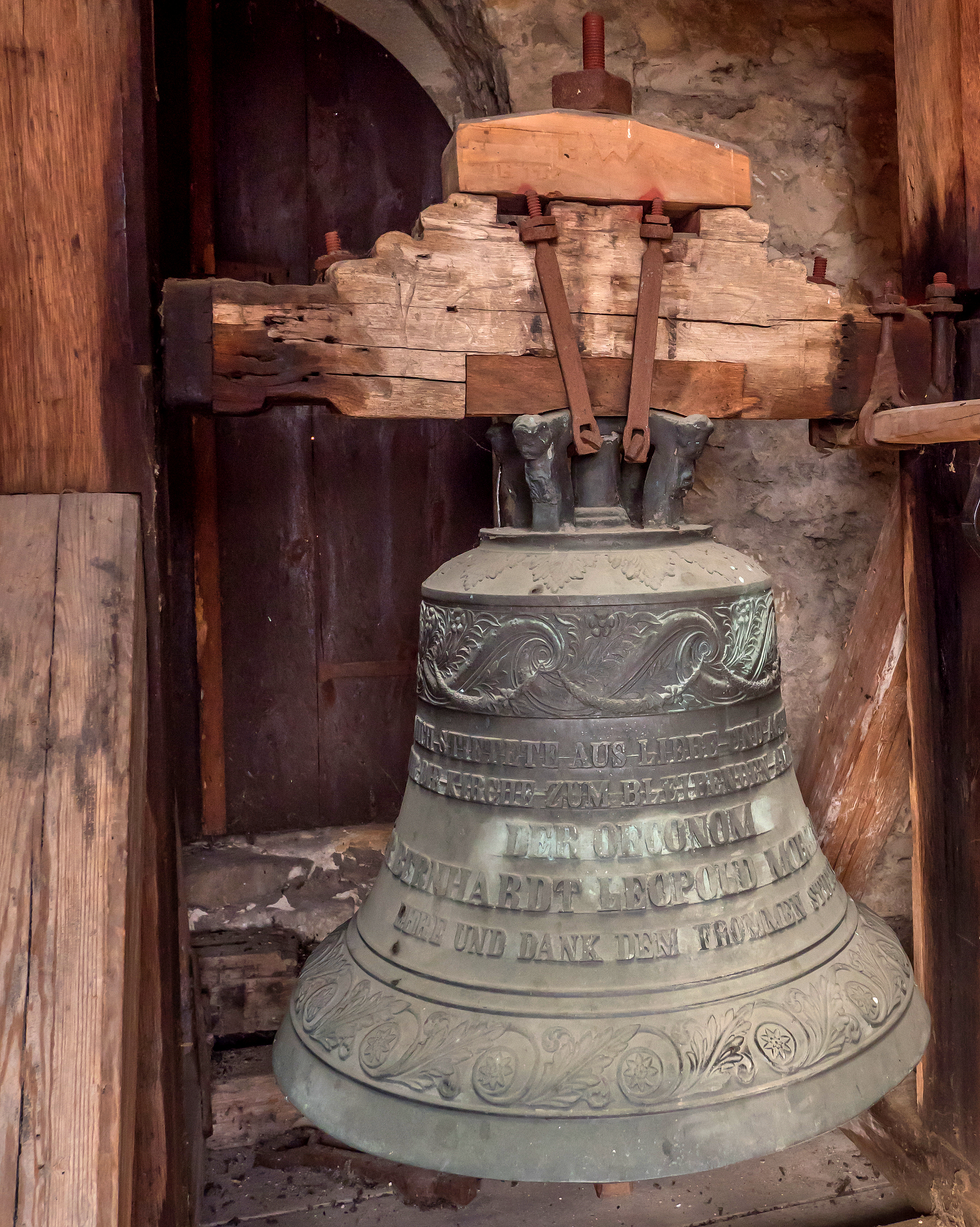
Glocke und Glockenjoch
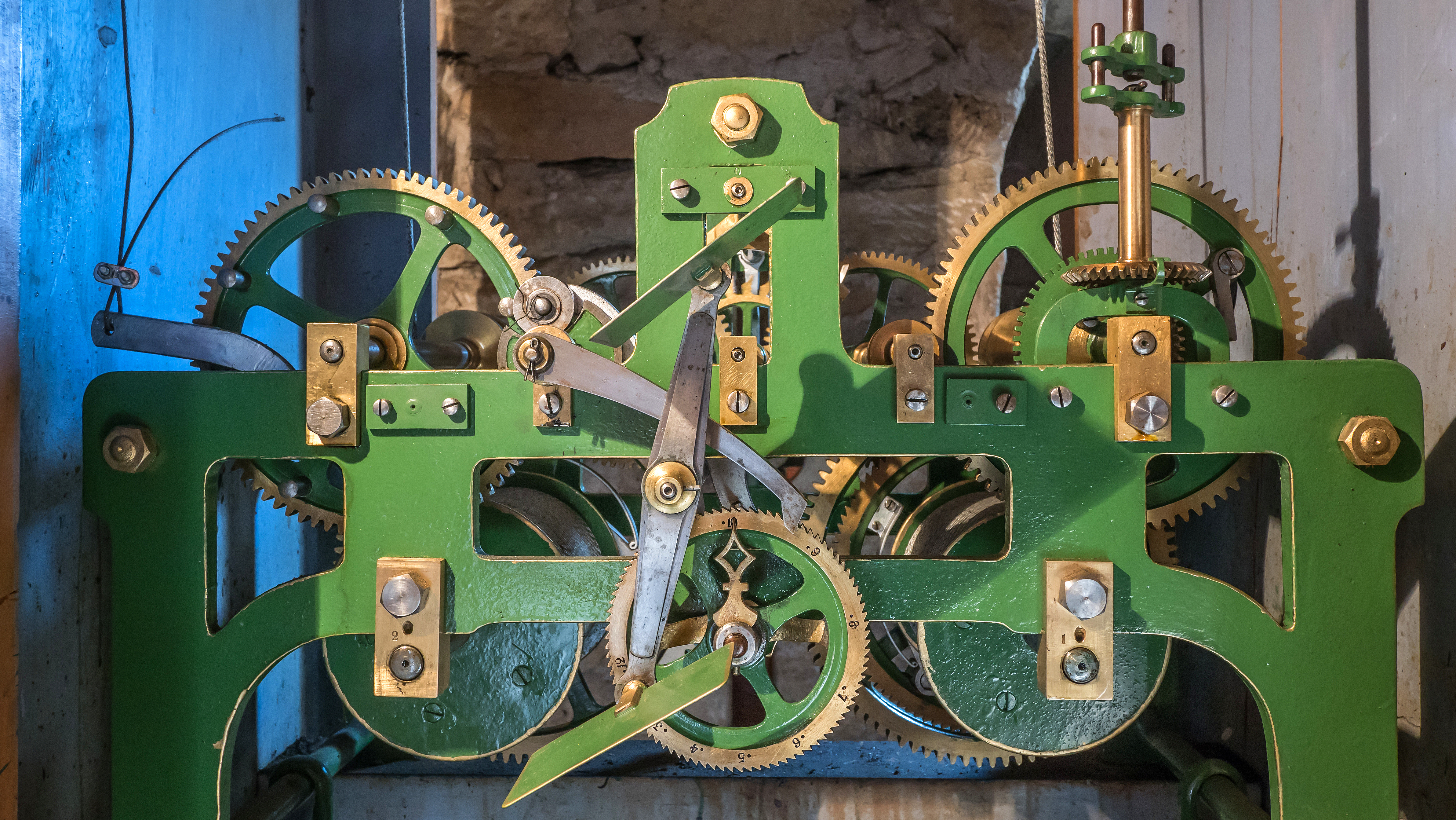
Turmuhr
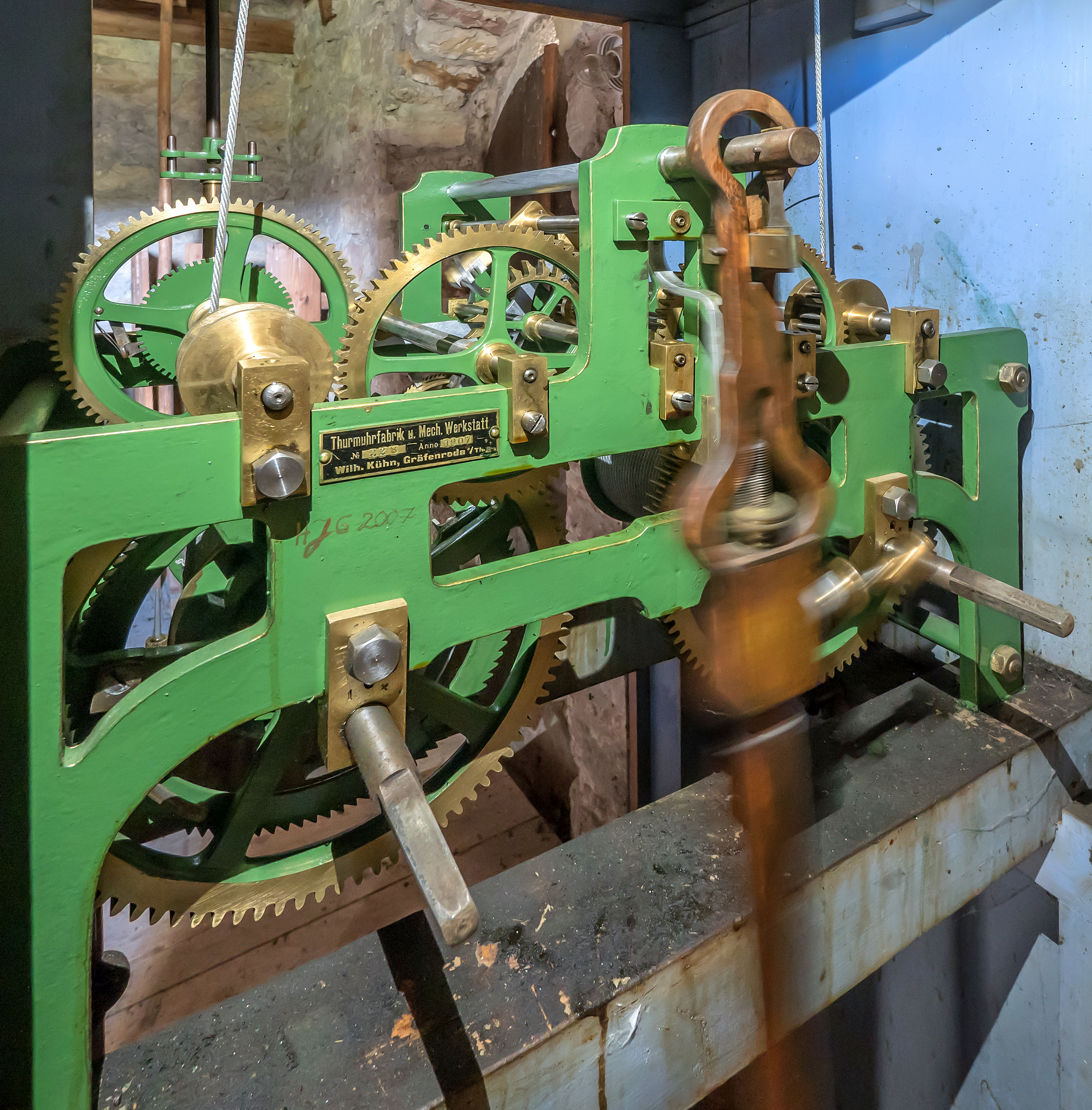
Thurmuhrfabrik und Mechn. Werkstatt Wilh. Kühn Gräfenroda